# 布袋和尚
釋契此，五代後梁時期之僧人，明州奉化縣（今浙江宁波奉化）人。因常背負一只布袋开口而笑，又稱布袋和尚、笑佛。相傳是彌勒佛轉世。

## 生平
《宋高僧传》最早记载契此生平，说他“形裁腲脮，蹙頞皤腹，言语无恒，寝卧随处。”常常用杖负布袋进入街市。到市场上乞食，醯酱鱼葅皆入口，又分少许食物放入布袋中。曾于雪中卧而身上无雪，众人皆奇。
後梁明州評事蔣宗霸常與契此交遊，拜之為師。隨之雲遊三年，一日兩人共浴奉化縣長汀溪中，蔣宗霸看見契此背上有四目。

據傳後梁貞明二年（916年）三月，契此圓寂前留一偈語：
|  | 彌勒真彌勒，化身千百億，時時示時人，時人自不識 |

因此契此即為彌勒菩薩化身的說法便廣為流傳。他圓寂後不久，有人在別州看見他仍背着布袋到處遊走。

## 信仰
在一些漢傳佛教的寺院以及一贯道的佛堂裡，常見到的大肚彌勒（或大肚比丘、弥勒祖师）即以契此為原來的型態塑造。此在佛教作為表示佛法或在一贯道作為表示道法的教育，表示「量大福大」，提醒世人學習有一顆包容別人的心。
由於契此的形象通常為臉帶笑容，手提布袋，有和氣生財、累積財富的意思，而受民間信仰的人視之為財神供奉，一般商家如彩券行、餐廳等，也會在店鋪裡供其塑像。

## 日韓
在日本，日本人以布袋為七福神之一。

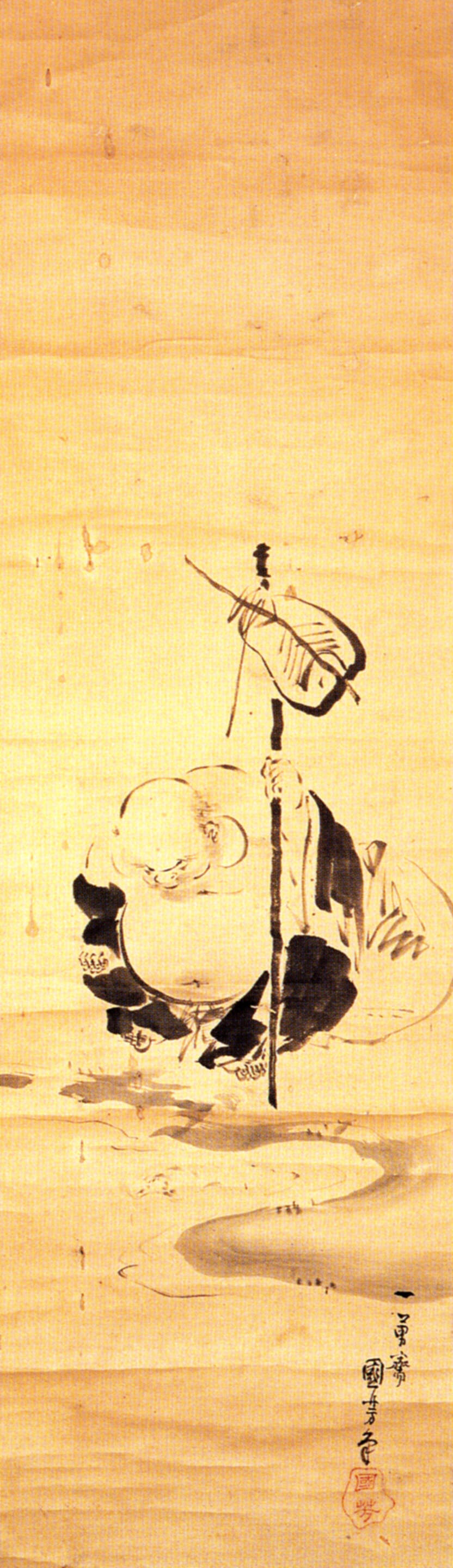
布袋图（歌川国芳画）
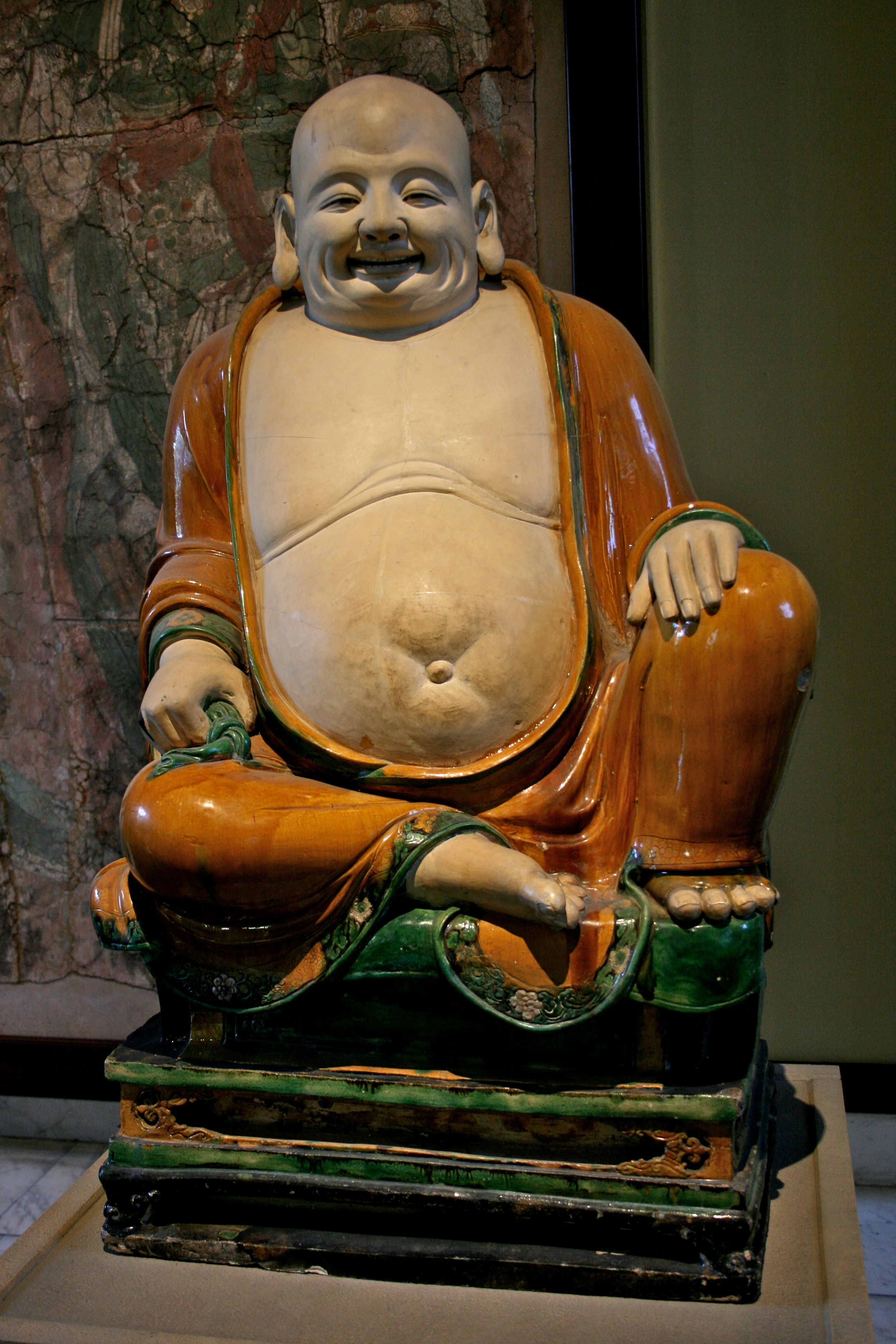
大英博物馆藏，明代
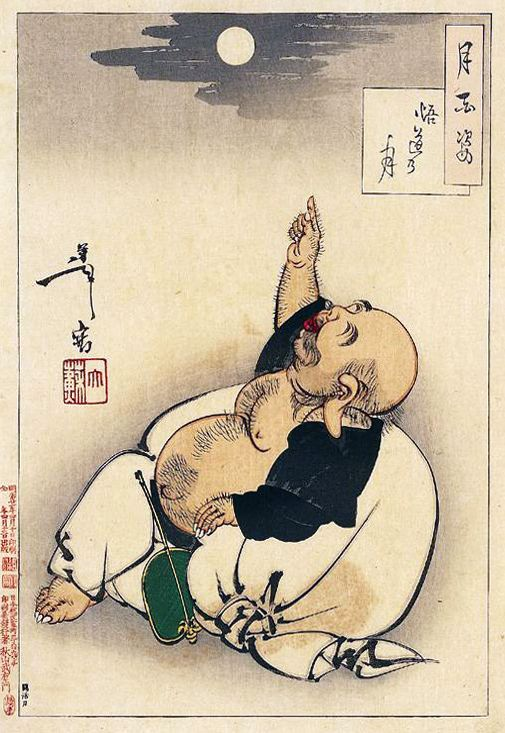
悟道月，选自月冈芳年《月百姿》
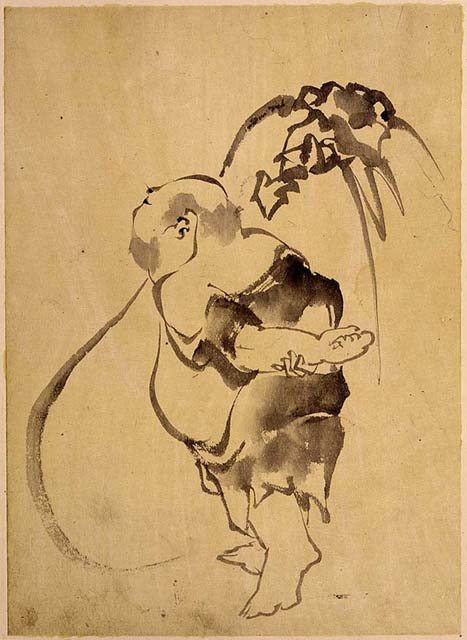
葛饰北斋画
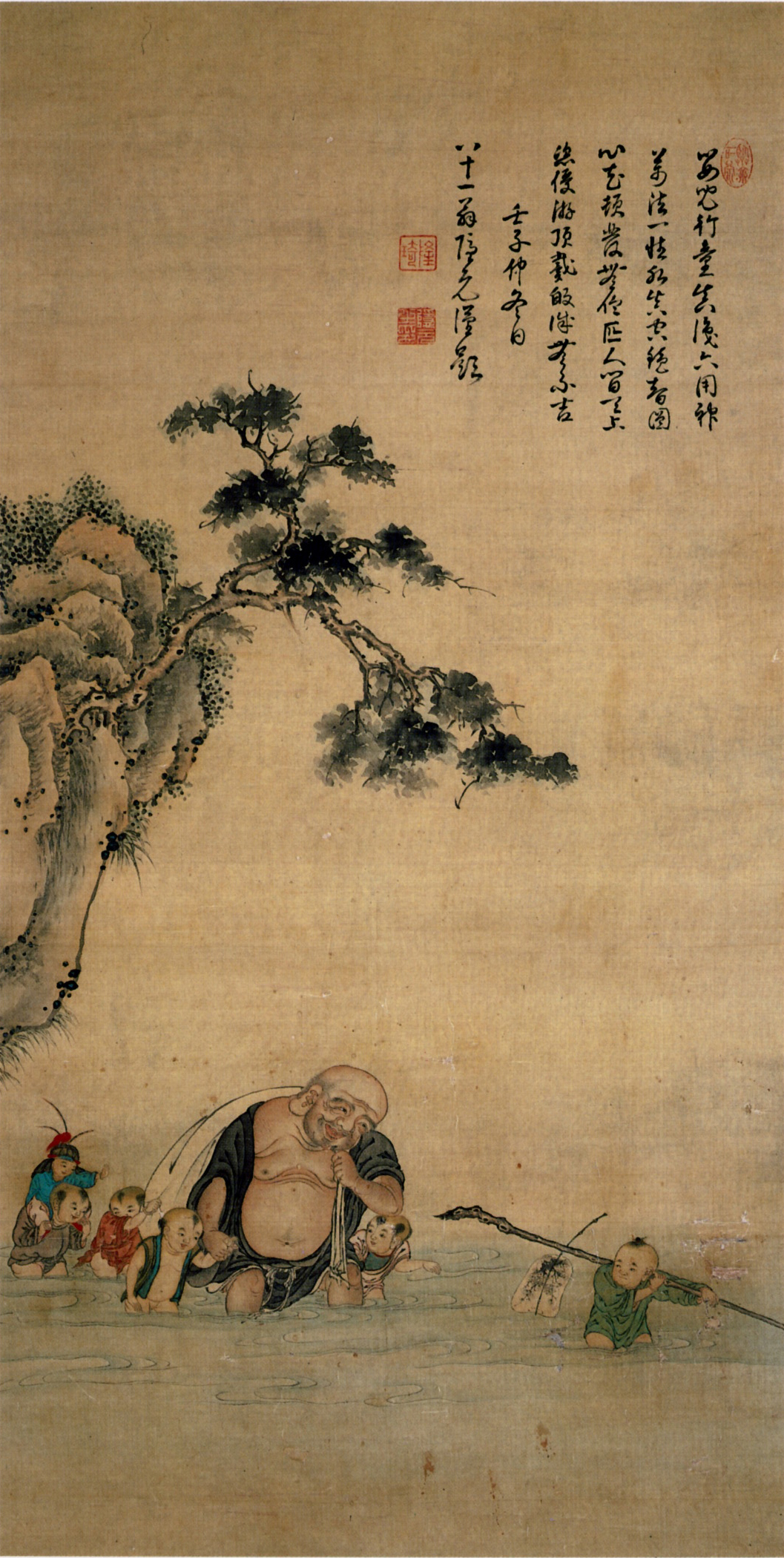
布袋渡水图，1672年，絹本着色

## 相關影視作品
- 《布袋和尚 (中視)》
- 《布袋和尚 (台視)》
- 《布袋和尚 (無綫電視劇)》
- 《布袋和尚 (2011年電視劇)》